# Tęczowe rybki
Tęczowe rybki (ang. Rainbow Fish, 1998–2000) – amerykańsko-kanadyjski serial animowany, emitowany dawniej na MiniMini i w paśmie Wieczorynki. Na podstawie książki autorstwa Marcusa Pfistera.

## Wersja polska
Wersja polska: TELEWIZYJNE STUDIA DŹWIĘKU w Warszawie

Reżyseria: Dorota Kawęcka

Dialogi:
- Halina Wodiczko (odc. 1-3),
- Kaja Sikorska (odc. 4-20)

Tłumaczenie: Bożena Bokota

Dźwięk: Wiesław Jurgała

Montaż: Danuta Rajewska

Opracowanie muzyczne: Piotr Gogol

Tekst piosenki: Wiesława Sujkowska

Kierownictwo produkcji: Ala Siejko

Wystąpili:
- Anna Apostolakis – Błysk
- Agnieszka Kunikowska – Błękitek
- Joanna Jędryka – Nauczycielka
- Aleksandra Rojewska – Pluskotka
- Katarzyna Tatarak – Mama
- Ewa Wawrzoń – Wanda
- Joanna Węgrzynowska – Rubin
- Leszek Zduń – Kolec
- Janusz Wituch – Komendant obozu
- Marcin Przybylski – Zębacz
- Janusz Bukowski – Tata
- Stanisław Brudny – Dziadek
- Iwona Rulewicz
- Krystyna Kozanecka – Pani Flądra
- Katarzyna Skolimowska
- Wojciech Machnicki
- Hanna Kinder-Kiss – Angela

i inni

## Spis odcinków
| N/o            | Polski tytuł                   | Angielski tytuł                    |
| -------------- | ------------------------------ | ---------------------------------- |
|                |                                |                                    |
| SERIA PIERWSZA |                                |                                    |
|                |                                |                                    |
| 01             | Nowa koleżanka                 | Rainbow Fish & The New Girl        |
| 01             | Gwiazda hokeja                 | Rainbow Fish Meets Wayne Grunion   |
|                |                                |                                    |
| 02             | Muzyczny konkurs               | Rainbow Fish Plays the Conch Shell |
| 02             | Szaleńcza jazda                | Riptide                            |
|                |                                |                                    |
| 03             | Skutki pewnego kłamstwa        | Rainbow Fish Gets an "A"           |
| 03             | Opowieści dziadka              | Grandpa's Fish Tales               |
|                |                                |                                    |
| 04             | Kłopoty u dentysty             | Rainbow's Dental Dilemma           |
| 04             | Tęczowy Błysk i gwiazda rocka  | Rainbow Fish & the Pop Star        |
|                |                                |                                    |
| 05             | Stefek Krewetka                | Sherman Shrimp                     |
| 05             | Niebezpieczna wyprawa          | Lost in Crumbling Canyon           |
|                |                                |                                    |
| 06             | Lekcja golfa                   | The Golf Lesson                    |
| 06             | Niesforny Fredek               | Ruby's Adventures in Babysitting   |
|                |                                |                                    |
| 07             | Pan Mieczyk w szkole           | Sir Sword Goes Back To School      |
| 07             | Tęczowy Błysk i złota rybka    | Rainbeau de Bergerac               |
|                |                                |                                    |
| 08             | Bardzo ważna osoba             | Big Fish On Campus                 |
| 08             | Mama już mnie nie kocha        | Sibling Rivalry                    |
|                |                                |                                    |
| 09             | Śmieci i skarby                | One Fish's Treasure                |
| 09             | Dzień pomocnej płetwy          | Project Rainbow Fish               |
|                |                                |                                    |
| 10             | Kłopotliwe odwiedziny          | Ruby Slips In                      |
| 10             | Rybka pracująca                | Working Fish                       |
|                |                                |                                    |
| 11             | Tęczowy Błysk kręci film       | Cecil B. DeRainbow                 |
| 11             | Rainbow's Pen Pal              |                                    |
|                |                                |                                    |
| 12             | Szkolna gazetka                | Campus Current                     |
| 12             | Tęczowy Błysk sam w domu       | Fish Alone                         |
|                |                                |                                    |
| 13             | Nowi przyjaciele               | Rainbow Fish And The In Crowd      |
| 13             | Rycerze Okrągłego Stołu        | Knights Of The Coral Table         |
|                |                                |                                    |
| 14             | Morskie przesądy               | Bad Luck Ruby                      |
| 14             | Dzień Ojca                     | Father's Day                       |
|                |                                |                                    |
| 15             | Prehistoryczny kolega          | Prehistoric Pal                    |
| 15             | Niech wygra najlepszy          | May The Better Fish Win            |
|                |                                |                                    |
| 16             | Wielki mecz Błękitka           | Blue's Fishy Catch                 |
| 16             | Łapać złodzieja                | To Catch A Thief                   |
|                |                                |                                    |
| 17             | Zgadnij kto przyjdzie na obiad | Guess Who's Coming To Dinner       |
| 17             | Przeprowadzka                  | Moving Day                         |
|                |                                |                                    |
| 18             | Wspaniała ryba                 | It's A Wonderful Fish              |
| 18             | Romantyczna kolacja            | Romantic Dinner                    |
|                |                                |                                    |
| 19             | Ochroniarz                     | The Bodyguard                      |
| 19             | Mama idzie do pracy            | Mom's Away                         |
|                |                                |                                    |
| 20             | Pluskotka się zmienia          | How Filly Got Her Groove Back      |
| 20             | Nowy kolega                    | High Tide Noon                     |
|                |                                |                                    |
| 21             | Elektronicza gra               | Game Girl                          |
| 21             | Kariera krabów                 | There's No Business Like ...       |
|                |                                |                                    |
| 22             | Pluskotka potrzebuje pomocy    | Sea Filly Needs A Helping Fin      |
| 22             | Książę Błękitek                | Prince Blue                        |
|                |                                |                                    |
| 23             | Kuzyn Zębacza                  | Pool Shark                         |
| 23             | Podwodne Halloween             | Halloween Under The H2O            |
|                |                                |                                    |
| 24             | Nakaz eksmisji                 | Eviction Notice                    |
| 24             | Wakacje                        | The Vacation                       |
|                |                                |                                    |
| 25             | Współlokatorzy                 | Cave Mates                         |
| 25             | Wielki aktor Zębacz            | Chomper, Master Thespian           |
|                |                                |                                    |
| 26             | Czkawka Błyska                 | Rainbow's Hiccups                  |
| 26             | Przybywa Święty Mikołaj        | Santa Sword Is Coming To Town      |
|                |                                |                                    |